# The Horde
(Tagline del film.)
The Horde (La Horde) è un film del 2010 diretto da Yannick Dahan e Benjamin Rocher.

## Trama
Un gruppo di poliziotti decide di vendicare un loro amico, ucciso da una gang di criminali che vive in un fatiscente palazzo popolare di Parigi. Del gruppo fa parte anche la compagna del poliziotto ucciso, incinta e furiosa, che si rivela essere la mente del piano. Arrivati all'edificio, avvertiti dal custode dell'immobile su dove possono trovare i loro nemici si dirigono per affrontarli, ma lo stesso custode li fa scoprire al momento dell'irruzione e l'attacco a sorpresa fallisce. I loro nemici sparano attraverso la porta e uno del gruppo viene ferito alla gola da un colpo di fucile.
Dopo una breve colluttazione, in cui lo stesso custode perde la vita ucciso dai criminali, i poliziotti vengono catturati; l'uomo ferito, durante l'interrogatorio viene ucciso e chiuso in uno stanzino, mentre un criminale slavo (infiltrato nel gruppo) viene ucciso nell'appartamento. Mentre per i poliziotti rimasti pare non esserci più scampo, dalla camera in cui si trova il poliziotto infiltrato, provengono delle urla belluine. Il capo della gang insieme a suo fratello e agli altri membri del gruppo aprono la porta e vengono attaccati dal cadavere, divenuto un morto vivente. Il mostro uccide senza problemi due criminali armati fino ai denti e, nonostante l'enorme quantità di proiettili che riceve, viene ucciso solo con una fucilata in testa. Altre urla si odono provenire dal corridoio, mentre il custode, risorto, cattura e massacra un altro criminale. Nel frattempo, le vittime del poliziotto-zombie risorgono a loro volta e iniziano ad inseguire i sopravvissuti, che tuttavia riescono a rifugiarsi sul tetto del palazzo.
Dall'alto della torre, scoprono che l'intera Parigi è stata messa a ferro e fuoco dai non-morti, che ora assediano il loro edificio. Nonostante l'odio reciproco, poliziotti e criminali sono costretti a collaborare fino all'uscita dal palazzo. Dal gruppo si separano due poliziotti: Aurore (la vedova) ed un suo collega infettato che rifiuta di farsi uccidere al punto tale da colpire la donna, ma che viene poi ucciso dalla donna stessa, ormai resa spietata. Nel loro peregrinare per i vari piani, incontrano un ex-militare in pensione che si unisce a loro nella fuga e rivela importanti dettagli sulle vie di fuga dell'edificio. In molti cadono sotto gli attacchi dell'orda (tra cui due criminali separatisi dal gruppo, un poliziotto auto-immolatosi per salvare i fuggitivi e il militare che poi segue il suo esempio). Gli ultimi due superstiti, l'assassino del poliziotto e la compagna del suddetto, si ritrovano nel cortile del palazzo, ma la donna presta fede al giuramento fatto poche ore prima e uccide a tradimento il capo della gang. Nel frattempo in lontananza si odono altre urla, chiaro segnale di un'orda che si avvicina.

## Produzione
Il film è stato girato interamente a Parigi. Nella versione originale la voce narrante del film è del regista francese Xavier Gens.

## Distribuzione
Il film è stato presentato in concorso al Sitges - Festival internazionale del cinema della Catalogna. Dopo la presentazione al Festival internazionale del film fantastico di Gérardmer, dove ha vinto il premio della giuria Sci-fi, il film è stato distribuito nelle sale francesi il 10 febbraio 2010.
In Italia il film è stato distribuito il 1º ottobre 2010 da Fandango ed è stato vietato ai minori di 14 anni.
Poi, in seguito, le edizioni in DVD E Blu-Ray Disc sono state distribuite dalla Fandango in collaborazione con la Cecchi Gori Home Video.
Il DVD è uscito l'8 maggio 2012, mentre invece, il Blu-Ray Disc è stato pubblicato il 7 febbraio 2012.

## Riconoscimenti
- Fantasporto
  - International Fantasy Film Award per la miglior sceneggiatura e per la miglior fotografia
- Festival internazionale del film fantastico di Gérardmer
  - Premio della giuria Sci-fi